# Stary Rynek (Bydgoszcz)

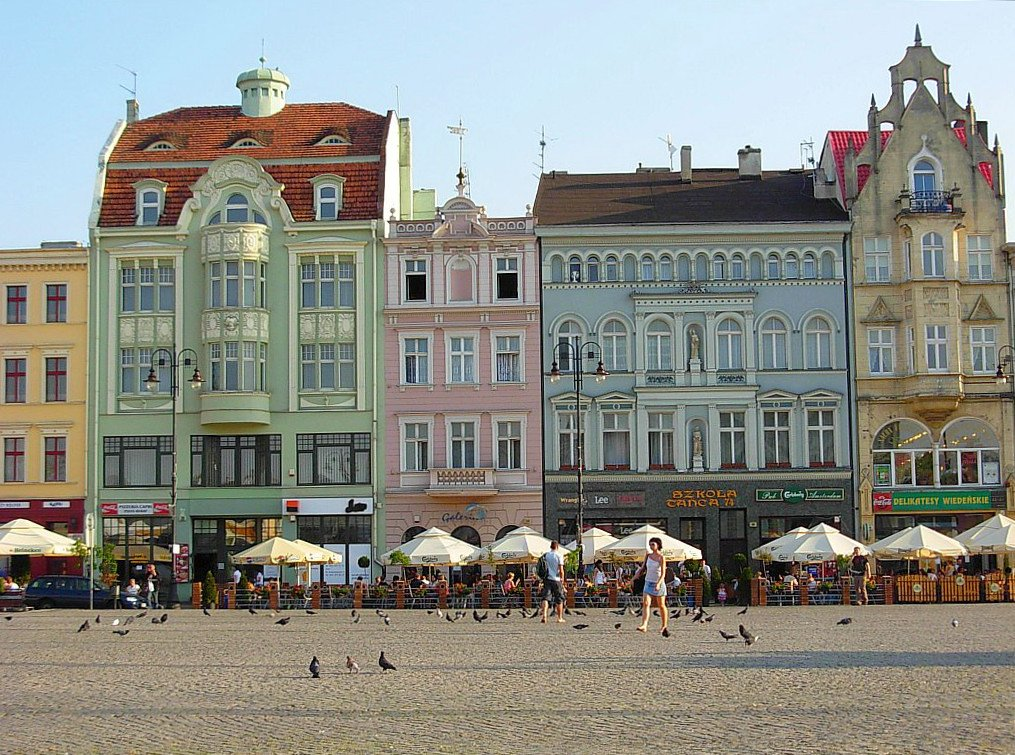
Die Bebauung an der Südseite

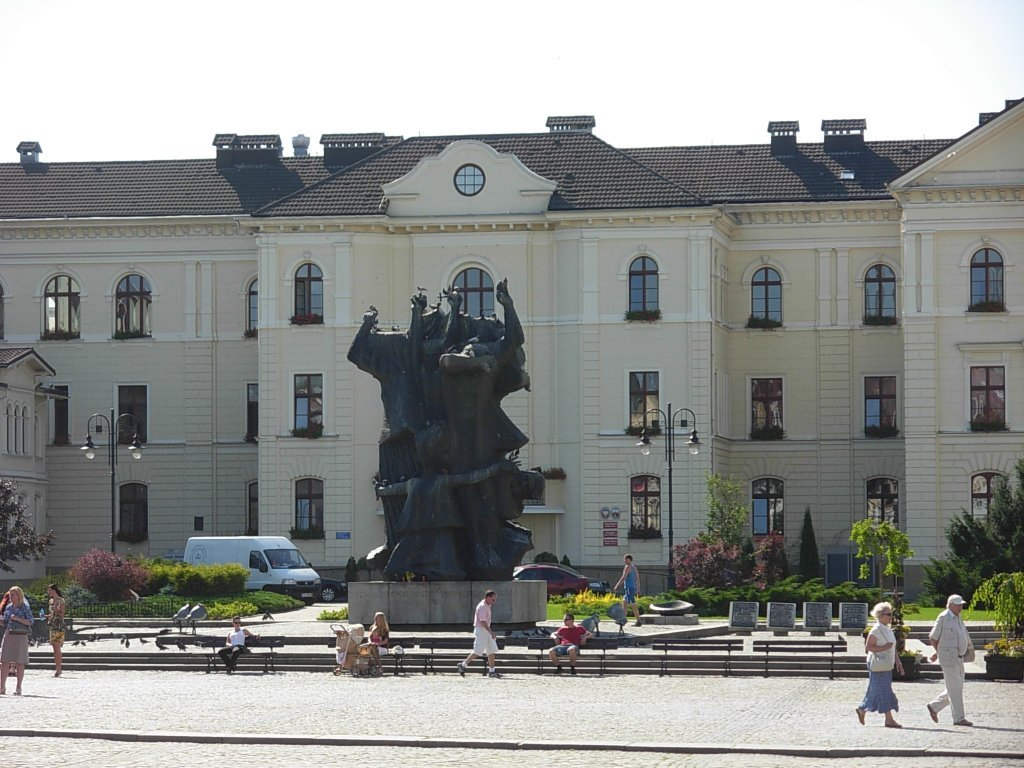
Das Denkmal für die Opfer des Zweiten Weltkrieges vor dem Rathaus

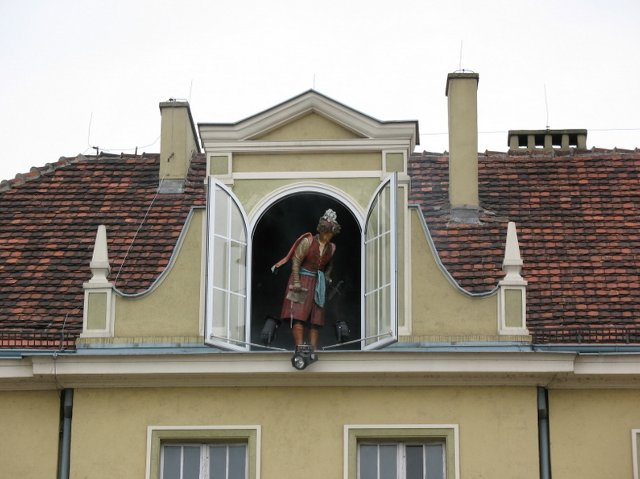
Zweimal täglich erscheint die Figur von Pan Twardowski im Fenster eines der Häuser.

Der Stary Rynek ist ein zentraler Marktplatz in der Altstadt von Bydgoszcz (Polen).

## Geschichte
Der Stary Rynek wurde 1346 auf Anweisung des Königs Kasimir des Großen von den deutschen Lokatoren Johann Kesselhuth und Konrad angelegt. Der Platz ist rechteckig und hat ein Ausmaß von 100 m × 125 m. Das zentrale Gebäude des Platzes ist das Rathaus. Erbaut wurde es in den Jahren 1644–1653 als Jesuiten-Kollegium. Nach der Aufhebung des Ordens 1770 wurde in dem Gebäude ein Gymnasium errichtet. 1879 kaufte die Stadt das Gebäude und machte es zum Sitz des Magistrats.
Im Laufe der Jahrhunderte trug der Platz verschiedene Namen, was jeweils mit der politischen Situation zu tun hatte:
- Ring (circulus fori), bis Mitte des 18. Jh.
- Markt (Hauptmarkt), 1772–1862
- Friedrichsplatz, 1862–1920
- Stary Rynek, 1920–1929
- Stary Rynek im. marszałka J. Piłsudskiego, 1929–1935
- Rynek Marszałka J. Piłsudskiego, 1935–1939
- General-von-Kluge-Platz, 1939–1941
- Friedrichsplatz, 1941–1945
- Stary Rynek, 1945–1949
- Plac Bohaterów Stalingradu, 1950–1955
- Stary Rynek, seit 1956

## Denkmäler
- Das nicht mehr vorhandene Standbild Königs Friedrich II. des Großen, von Bildhauer Eduard Uhlenhuth
Feier der Grundsteinlegung am 21. Oktober 1861 im Beisein König Wilhelms I., der sich auf der Rückreise von seiner Krönung in Königsberg befand, auf dem Friedrichsplatz. Am 31. Mai 1862 wird das Denkmal in Gegenwart des Kronprinzen Friedrich Wilhelm feierlich enthüllt.
Am 15. Juli 1919 erfolgt die Demontage und Bergung des Denkmals, das am 1. Juni 1923 an der Küddow-Brücke in Schneidemühl aufgestellt wurde. Nach Beginn des Zweiten Weltkrieges wurde das Denkmal im September 1939 in Schneidemühl abgebaut und am 21. April 1941 am Rand des Friedrichsplatzes vor dem Gebäude der früheren Kammerdeputation wieder aufgestellt. Seit 1945 ist das Denkmal verschollen.

- Seit 1969 steht vor dem Rathaus das Denkmal für das Bromberger-Martyrium (Pomnik Męczeństwa Ziemi Bydgoskiej). An dieser Stelle stand bis 1940 eine Kirche, vor der am 9. und 10. September 1939 Massenhinrichtungen an polnischen Bürgern der Stadt, als Vergeltung für den Bromberger Blutsonntag, stattfanden.